# IsiNgqumo
L'isiNgqumo, o isiGqumo, (literalment "decisions" en el propi llenguatge) és un argot utilitzat per sectors homosexuals de Sud-àfrica i Zimbàbue que parlen llengües bantus, en oposició al gayle, llengua parlada per grups homosexuals sud-africans que parlen llengües germàniques. L'isiNgqumo es va desenvolupar durant la dècada de 1980. A diferència del gayle l'isiNgqumo no ha estat massa estudiat ni documentat, de manera que no es té una idea massa clara del seu nombre de parlants.
L'isiNgqumo és una llengua nguni que sembla que deriva del zulu. Alguns indígenes de Zimbabwe consideren que aquesta llengua és una invenció occidental, tot i que la realitat és que fou creada per indígenes homosexuals, que només recentment han pres consciència de la seva especificitat com a grup social.

## Exemples
Si bé la conversa d'exemple que segueix pot semblar una mica obscena, és força representativa de la llengua isiNgqumo, ja que bona part del seu lèxic està relacionat amb el sexe o els homes gais.
IsiNgqumo:
"Isiphukwana sake, kuyavuswa na?"
"Maye"
"Injini!"
"Kuncishiwe" (o) "kuyapholwa"
Traducció Zulu (per a veure'n la diferència):
"Ubolo sake, kuyakhulu na?"
"Yebo"
"Imbuqo!"
"Kuyancane"
Català (traducció literal):
"El seu bastonet, està despert?"
"S"
"Mentida!"
"No és talentós" (o) "fa tornar fred"
Català (significat):
"El seu penis, és gros?"
"Sí"
"Mentida!"
"és petit" (els dos termes tenen el mateix significat, essent ambdós molt denigrants)